# Chrząstowice
Chrząstowice (in tedesco Chronstau) è un comune rurale polacco del distretto di Opole, nel voivodato di Opole.
Ricopre una superficie di 82,31 km² e nel 2006 contava 6 655 abitanti.
Nel comune vige il bilinguismo polacco/tedesco.